# Miklós Beresztóczy
Miklós Beresztóczy (ur. 26 maja 1905 w Budapeszcie, zm. 11 września 1973 tamże) – węgierski duchowny rzymskokatolicki, prałat, kanonik, polityk.

## Życiorys
Urodzony pod nazwiskiem Bartmann. Ukończył studia na Wydziale Teologicznym Uniwersytetu Loránda Eötvösa, gdzie później uzyskał doktorat. W 1928 roku przyjął święcenia kapłańskie, po czym był nauczycielem religii i kapelanem w Instytucie Notre-Dame de Sion. Od 1929 roku pracował jako archiwista (od 1937 roku także sekretarz) arcybiskupa ostrzyhomskiego. W 1936 roku został szambelanem papieskim. W 1939 roku objął funkcję kierownika wydziału katolickiego w Ministerstwie Wyznań i Oświecenia Publicznego. W 1948 roku został mianowany kanonikiem i został dyrektorem Akcji Katolickiej w Budapeszcie (do 1957 roku). W związku z procesem kard. Józsefa Mindszentyego został aresztowany w listopadzie 1948 roku, zwolniony z więzienia w lipcu 1949 roku.
W latach 1950–1956 był wikariuszem generalnym diecezji ostrzyhomskiej, a w latach 1952–1956 pełnił funkcję dyrektora Kolegium Teologicznego w Ostrzyhomiu. W 1950 roku powołał podległy aparatowi komunistycznemu Komitet Kapłanów Katolickich dla Pokoju (Katolikus Papok Országos Békebizottsága), do 1956 roku stał na czele tego ruchu, a w 1957 roku został mianowany sekretarzem generalnym Komitetu Katolickiego Krajowej Rady Pokoju. Od 17 maja 1953 roku do śmierci był posłem do Zgromadzenia Narodowego, a od 1961 roku pełnił rolę wiceprzewodniczącego parlamentu. W 1957 roku zrezygnował z funkcji kanonika i został proboszczem kościoła pw. Stygmatów św. Franciszka w Budapeszcie. Mimo upomnienia Stolicy Apostolskiej nie zrezygnował z funkcji politycznych, za co został ekskomunikowany w 1957 roku; ekskomunikę cofnięto w 1971 roku.

## Publikacje
- Egyházi földrajz (1962)
- A katolikus békemozgalom 20 éve (1970)[2]